# Irvine Kinneas
Irvine Kinneas (アーヴァイン・キニアス, Āvain Kiniasu) è un personaggio della serie di Final Fantasy VIII. Si tratta di uno studente, nonché tiratore scelto, del Garden di Galbadia. Ultimo personaggio ad unirsi al party in occasione della missione che aveva come scopo l'uccisione della strega Edea durante una parata a lei dedicata. Anche lui si trovava nell'orfanotrofio di Edea, ricorda ancora i momenti trascorsi all'orfanotrofio, infatti è proprio lui a ricordare ai suoi compagni la comune provenienza. Questo perché il resto del party aveva evocato molte più volte i Guardian Force (esseri che aiutano i personaggi durante il combattimento) e questo gli aveva causato la dimenticanza dei ricordi del loro passato più remoto. Subito esprime la sua natura di dongiovanni corteggiando le ragazze del gruppo quando ne capita l'occasione, mettendosi in squadra con Rinoa e Selphie, anche se sembra molto affezionato a quest'ultima.
La tecnica speciale d'Irvine fa uso dei proiettili che si possono acquistare nei negozi oppure ottenere dai mostri di Final Fantasy VIII, a seconda dei proiettili utilizzati si ha un diverso effetto.

## Scheda
- Nome: Irvine Kinneas
- Altezza: 1,85 metri
- Età: 18 anni
- Data di nascita: 24 novembre
- Gruppo sanguigno: A
- Arma: Fucile
- Tecnica Speciale: Shot

MUNIZIONI UTILIZZABILI DA IRVINE
Colpi normali               Colpi normali
Colpi di piombo             Colpi multipli
Colpi accecanti             Colpi che provocano alterazioni di status
Colpi incendiari            Colpi chi infliggono danni di elemento fuoco
Granate                     Colpi di tripla potenza
Colpi veloci                Colpi rapidissimi
Colpi perforanti            Colpi che superano ogni difesa
Colpi vibranti              Colpi di potenza notevole